# Солдатська синагога (Ростов-на-Дону)
Солдатська синагога — єдина діюча синагога в Ростові-на-Дону. Побудована у 1872 році. Синагога згоріла під час єврейського погрому 1905 року, але в 1913—1914 роках будівлю було відновлено. У 1935 році синагога була закрита для богослужінь. Після Німецько-Радянської війни будівлю знову передали єврейській громаді. Солдатська синагога має статус об'єкта культурної спадщини регіонального значення.

## Історія
У 1862 році відставні солдати-євреї створили в Ростові-на-Дону єврейське молитовне товариство. 
31 травня 1862 року Катеринославське губернське правління дало суспільству дозвіл зняти окреме приміщення для молитовного будинку. Проект хоральної синагоги був затверджений Катеринославським губернським правлінням 4 червня 1872 року, і в тому ж році будівлю було побудовано. За деякими відомостями, гроші на будівництво синагоги були пожертвувані багатим ростовським купцем 1 гільдії мукомолом Йосипом Марковичем Елицером. Імовірно, архітектором синагоги був Ернест Ернестович фон Шульман, а будівельним підрядником — Мойсей Леонтійович Геронімус.
Будівля синагоги неодноразово перебудовувалась. На початку 1881 року зі сходу до неї прибудували триповерхову цегляну будівлю для розміщення Духовного правління синагоги.
Імовірно проект будівлі був складений міським архітектором Ростова-на-Дону В. І. Якуніним (а він швидше за все був той же, що і у основної будівлі).
У 1891 році до південної стіни синагоги прибудували двоповерховий будинок, на першому поверсі якого розміщувалося училище для дітей бідних солдатів, а на другому — молитовна школа.
Проект цієї прибудови був схвалений Будівельним відділенням Обласного правління Області війська Донського 17 травня 1890 року. Імовірно він був створений міським архітектором Н. А. Дорошенко, а його будівником був один з братів А. М. або В. М. Геронімусів.
Синагога серйозно постраждала від пожежі під час єврейського погрому 1905 року.
Будівлю було відновлено тільки в 1913—1914 роках, коли були зібрані необхідні для цього кошти. Автором проекту реконструкції був петербурзький архітектор, професор Імператорського археологічного інституту і секретар товариства архітекторів Яків Германович Гевірц.
Примітно, що Я. Г. Гевірц був не тільки архітектором, а архітектором-художником, який спеціалізувався на проектуванні синагог. У 1907 році він зайняв перше місце на конкурсі проектів синагоги і богадільні для Преображенського єврейського кладовища в Санкт-Петербурзі, а в 1909 році йому була присуджена перша премія за створення проекту Харківської хоральної синагоги.
Після завершення художніх робіт богослужіння в Солдатскій синагозі поновилися 29 березня 1914 року, на свято Песах.
Восени 1935 року будівлю Солдатської синагоги було націоналізовано і богослужіння в ній припинилися. В будинку розмістилася хімічна фабрика Гормістпрому і цеху радіозаводу «Комсомолець». У II-гу Світову війну ці підприємства були евакуйовані з міста.
Після визволення міста у 1943 році фабрика, що існувала в будівлі, не була відновлена, й її знову зайняла єврейська громада, що доклала дуже великі зусилля для ремонту будівлі. За надання фінансової допомоги чи іншу участь у ремонтних роботах синагоги ростовські євреї піддавалися репресіям (звільненю з роботи, виселенню з міста, арештам та ін.).
Офіційний дозвіл на користування будівлею єврейська громада отримала 14 квітня 1945 року в результаті поїздки ініціативної групи на чолі з рабином (1944—1960 рр.) Шая-Меерои Зусмановичем Ароновичем та головою громади В. Д. Липковичем до Москви, хоча спочатку, 1 грудня 1944 року було винесено відмову.
Ця молільня є єдиною діючою в місті синагогою. Вона розташована на розі вул. Тургенєвської, 68, та Газетного переулку, 18 (до 1917 р. Казанський пер., 14). 12 серпня 1991 року Кіровський районний народний суд визнав факт володіння Ростовською єврейською релігійною громадою частиною будівлі синагоги по пер. Газетний, 18 (літера «А»), а також узаконив її право власності на цю частину. 8 липня 1993 року Мала рада Ростовського міськвиконкому постановила повернути у власність Ростовської єврейській релігійної громади колишню будівлю синагоги по вул. Тургенєвській, 68 (літера «Б»), в якій розташовувався навчально-виробничий комбінат Ростоблбитпромсоюза населення, перемістив його в інше приміщення.
У 2005 році був проведений капітальний ремонт синагоги. Були відновлені кутові куполи із зірками Давида, втрачені у 1940-ві роки. Ремонтні роботи були закінчені до кінця року, і 26 грудня синагога була урочисто відкрита.

## Архітектура
В архітектурі Солдатської синагоги присутні елементи стилю модерн та східних стилів. Будівля має складну конфігурацію в плані. Три частини об'єму будівлі зменшуються по осі північ-південь.
Вікна фасаду синагоги мають напівциркульні завершення. Світлові прорізи у верхній частині мають плетіння з малюнком, стилізованим під готичну троянду. Цоколь синагоги оформлений рустом. Основний об'єм завершується масивним карнизом і глухим парапетом, по кутах якого встановлено чотири куполи із зірками Давида. Фасад декоровано ліпними розетками.